# Larry Lurex
Larry Lurex è stato un progetto musicale dall'ingegnere capo dei Trident Studios Robin Geoffrey Cable, nel 1972. Il nome è un gioco di parole sul nome d'arte del cantante Gary Glitter (che infatti si arrabbiò molto) e il Lurex, un tipo di filato dall'aspetto metallico, molto usato negli abiti di scena del glam.

## Storia
Cable stava sperimentando una riedizione dello stile "Wall of Sound" creato da Phil Spector e registrò due cover delle seguenti canzoni: I Can Hear Music (scritta da Jeff Barry, Ellie Greenwich e Phil Spector, che è stata una hit per i The Ronettes e The Beach Boys), e Goin' Back (scritta da Carole King e Gerry Goffin, che è stata una hit di Dusty Springfield e dei The Byrds).
Cable chiese a Freddie Mercury degli appena fondati Queen di cantare le due tracce. (I Queen stavano registrando il loro album di debutto negli Studios all'epoca.) Mercury in seguito portò con sé Roger Taylor e Brian May per aggiungere percussioni, chitarra e i cori alle registrazioni.
Le tracce vennero pubblicate su vinile 7" dalla EMI (#2030) il 29 giugno 1973, ma senza entrare in classifica (il singolo era privo di qualsiasi promozione pubblicitaria). Questo precedette il primissimo album dei Queen, non ché il singolo "Keep Yourself Alive", pubblicato una settimana dopo il singolo di Lurex. Ottenne maggiore fortuna negli Stati Uniti (su etichetta Anthem, AN 204), dove raggiunse il numero 115 della Bubbling Under the Hot 100 Chart.

## Curiosità
- La prima strofa della canzone Goin' Back è presente nella parte finale della canzone Mother Love dei Queen del 1995.
- Le due tracce sono incluse nella raccolta uscita il 4 settembre 2006, Lover of Life, Singer of Songs: The Very Best of Freddie Mercury Solo.
- Essendo le due cover cantate e suonate da Mercury, Taylor e May (Deacon, a causa di un impegno, non poté partecipare) esse possono essere in qualche modo considerate come le prime incisioni dei Queen uscite sul mercato.

## Discografia parziale

### Singoli
- 1973 - I Can Hear Music (EMI, 7")